# Alkamen
Alkamen (starogrško starogrško Ἀλκαμένης: Alkaménes), grški kipar, */† 5. stoletje pr. n. št.
Alcamen je bil antični grški kipar iz Lemnosa in Aten, ki je delal v 2. polovici 5. stoletja pred našim štetjem. Bil je mlajši sodobnik Fidije in njegov učenec in znan po tankočutnosti in dovršenosti svojih del, med katerimi izstopata Hefajst in Afrodita iz vrtov.
Pavzanij je zapisal, da je bil avtor enega od pedimentov Zevsovega templja v Olimpiji, vendar se to zdi kronološko in stilsko nemogoče. Pavzanij se prav tako sklicuje na kip Alcamenovega Aresa, ki je bil postavljen na atenski agori, in so se nekateri povezovali z Borghesejevim Aresom. Aresov tempelj, na katerega se sklicuje, je bil premaknjen iz Acharnesa in je bil času Avgusta ponovno nameščen na Agori, in kip, za katere je znano, da izvira iz Alkamenovega kipa, prikazuje boga v prsnem oklepu, tako da je primerjava Alkamenovega Aresa z Borghesejevim ni ustrezna.
V Pergamonu so leta 1903 odkrili helenistično kopijo glave Alkamenovega Hermesa Propylaeus. Ker pa je božanstvo zastopano v neoatičnem, arhaičnem in konvencionalnem značaju, se na to kopijo ni mogoče sklicevati, ker nam daje veliko informacij o običajnem slogu Alkamena, ki je bil skoraj zagotovo progresivni in izvirni umetnik.
Varneje je, da ga sodimo po kiparskem dekoriranju Partenona, na katerem je skoraj gotovo delal pod vodstvom Fidije. Po odhodu Fidije v Olimpijo naj bi bil najbolj ugledni kipar v Atenah, vendar je zagonetno, da se noben od kipov, povezanih z njegovim imenom v klasični literaturi, ne more varno povezati z obstoječimi kopijami.